# Willibald d'Eichstätt
Willibald (Wessex, ca. 700 - Eichstätt, Baviera, ca. 786) fou un bisbe anglosaxó d'Eichstätt (Baviera). És venerat com a sant per l'Església catòlica.

## Biografia
Havia nascut a Wessex (avui, Anglaterra) i era fill de sant Ricard el Pelegrí, germà dels sants Winibald i Valpurga de Heidenheim i cosí de Bonifaci de Magúncia. Als cinc anys entrà a l'abadia benedictina de Waltham Forest perquè hi fos educat i es convertís en monjo amb el temps. El 722, va marxar amb els seus pare i germà a Roma, morint el pare de camí.
Continuà el viatge fins a Terra Santa.
Ja a Itàlia, visqué al monestir de Montecassino, casa mare dels benedictins, on fou sagristà i degà, i contribuí a la seva restauració, que havia començat Petronax poc abans.
A Roma, el papa Gregori III l'envià cap a terres alemanyes perquè hi ajudés el seu cosí Bonifaci en l'evangelització. Bonifaci el va fer anar a terres de Eichstätt, on Willibald començà a predicar, i cap al 741 va ésser-ne consagrat bisbe a Turíngia. Amb Winebald, el 742 va fundar l'abadia doble (masculina i femenina alhora) de Heidenheim am Hahnenkamm, quedant-hi Winebald com a abat i, en morir, nomenant abadessa la seva germana Walburga, que hi era monja.
Va morir el 786, molt gran, i fou enterrat a la catedral d'Eichstätt.
Lleó VII el canonitzà el 935. A Alemanya, és patró dels fabricants d'enreixats.

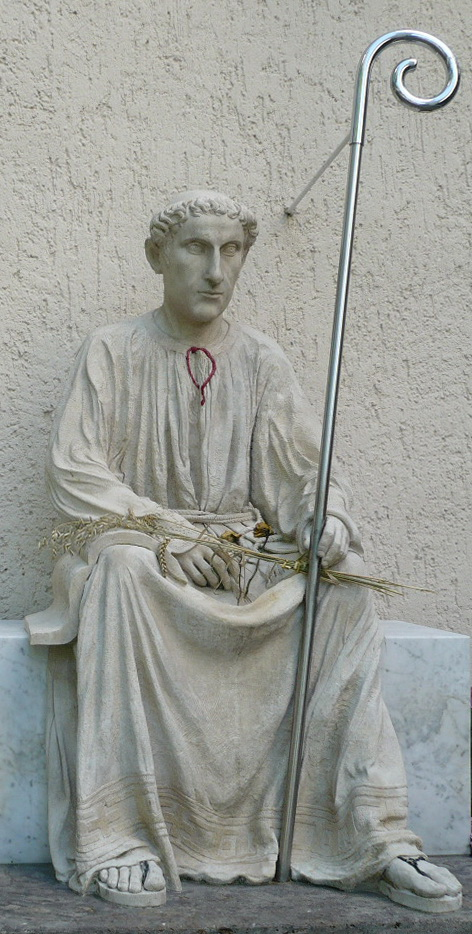
El sant a l'església de Sant Willibald de Pasing (Múnic)
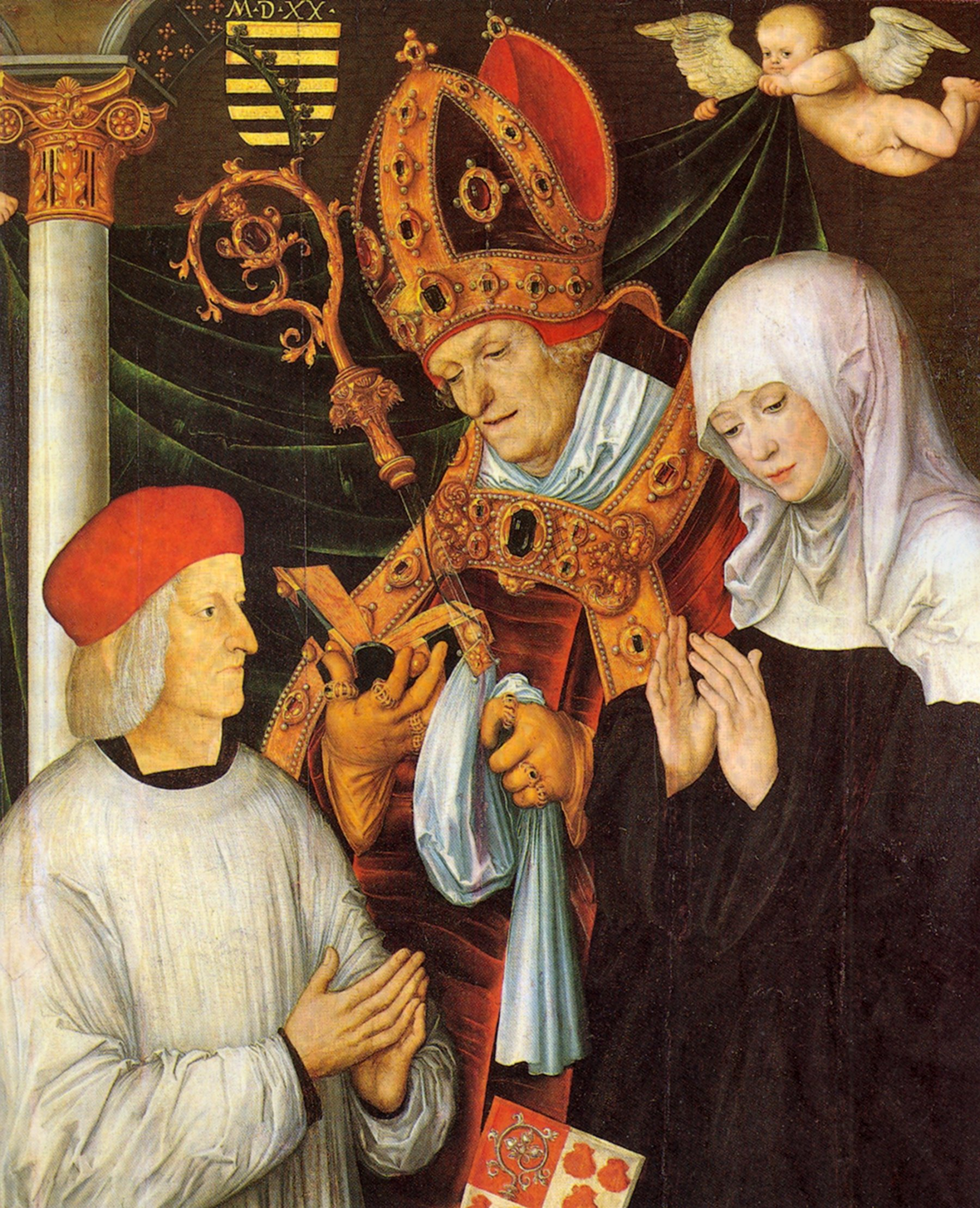
Willibald i Walburga amb un bisbe d'Eichstätt, per Lukas Cranach el Vell, ca. 1510
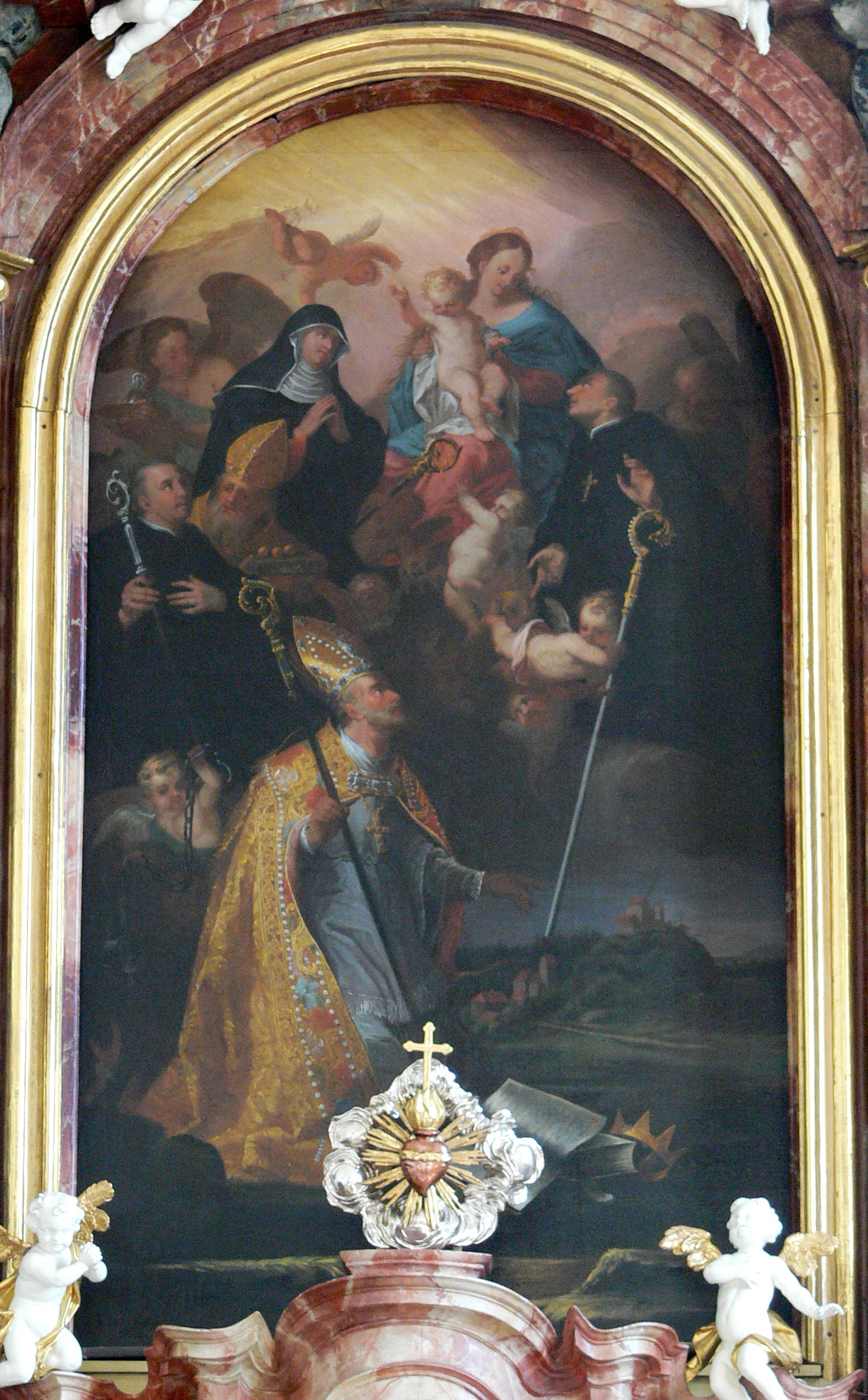
Pintura de Gabriel Weiss, 1725, amb els sants Willibald, agenollat, i els seus germans davant la Mare de Déu (Waldburg, St. Magnus)
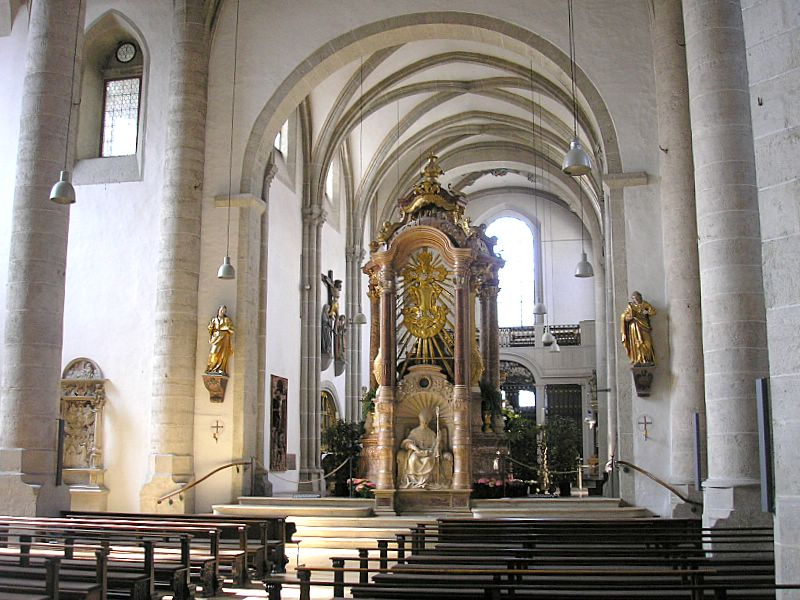
Catedral d'Eichstätt, amb el Willibaldchor (Cor de Willibald)